# 1585 Broadway
1585 Broadway (známý také jako Morgan Stanley Building) je postmoderní mrakodrap v newyorské čtvrti Manhattan. Má 52 podlaží a výšku 209 metrů. Výstavba probíhala v letech 1989 - 1990 podle návrhu firem Gwathmey Siegel & Associates a Emery Roth & Sons. V dnešní době zde sídlí firma Morgan Stanley, ale v letech výstavby byl zamýšlen jako sídlo pro firmu Solomon Equities. Budova disponuje 120 770 m2 převážně kancelářských prostor. V letech 1997 a 1998 byla budova oceněna cenami BOMA.